# 自立早報
自立早報，創立於1988年1月21日，是台灣解除報禁以來的第一份新辦日刊綜合性報紙。
自立早報的發行單位為自立報系，在台灣解嚴初期是相當有影響力的新聞媒體之一；但是由於出刊地點不在台北市、以及1990年代的報業不景氣，自立早報的發行也受到影響，年年虧損。但是自立早報還能夠靠著自立晚報的盈餘苦撐。
而在1994年台北市議員陳政忠的宏福集團進入自立報系經營後，就有意停刊自立早報；而且在整體經濟不景氣的情況之下，1999年1月21日，自立早報正式宣佈停刊。
自立早報曾有歷時兩年的「讀書生活版」，但在1995年3月自立報系改版時停刊。至今學界對自立早報副刊的介紹與研究相當有限。
1997年7月22日，自立早報頭條報導中華民國國家安全局局長殷宗文在6月28日於台北市聯勤外事俱樂部召開秘密會議下令監聽反凍省的國民大會代表，標題並以「無恥」二字譴責此一行為；殷宗文隨即召開記者會發表聲明否認。在殷宗文要求自立早報更正無效後，殷宗文委任律師陳秉鈞控告自立早報發行人陳政輝及總編輯劉從哲加重誹謗罪，陳政忠則委任謝長廷（民進黨中評會主委）、蘇友辰（蘇建和案辯護律師）與薛松雨（士林地方法院行政庭庭長退休）為律師。1997年7月24日，劉從哲親自上李四端主持的TVBS-N節目《新聞百分百》，重申報導無誤及新聞自由。1997年7月28日，殷宗文正式提出自訴。1997年8月15日，台北地方法院首次庭訊。1997年9月7日，自立早報刊登道歉啟事；同月10日，殷宗文撤告。

## 外部連結
- 自立晚報 （页面存档备份，存于）